# Emma Samms
Emma Samms, pseudonimo di Emma Samuelson (Londra, 28 agosto 1960), è un'attrice e sceneggiatrice britannica, che ha raggiunto la notorietà negli anni ottanta partecipando a celebri serie televisive statunitensi, quali General Hospital, Dynasty e I Colby.

## Biografia
Nata a Willesden, nei sobborghi di Londra, è figlia di Madeleine U. (nata White), una ballerina, e Michael E. W. Samuelson, proprietario di un negozio di noleggio film. Suo nonno, George Berthold Samuelson, fu un pioniere del cinema muto britannico. Divenne ballerina della Royal Ballet School, ma a 15 anni, a causa di un infortunio, fu costretta ad abbandonare questa carriera e cominciò a dedicarsi alla recitazione. Cambiò il suo cognome in Samms in quanto era già presente una Emma Samuelson negli actor studios della Equity.
Nel 1979 avviene il suo esordio al cinema, nel film britannico Avventura araba. Il suo primo ruolo celebre è quello di Holly Sutton nella celebre soap opera statunitense General Hospital, ruolo interpretato dal 1982 al 1985, nuovamente dal 1992 al 1993, nel 2006, nel 2009, dal 2012 al 2013, nel 2015, nel 2020, nuovamente dal 2022 al 2023 e nel 2024. Dal 1985 al 1987 ha sostituito Pamela Sue Martin nel ruolo di Fallon Carrington nella serie televisiva I Colby, spin-off di Dynasty, e dal 1987 al 1989 nella stessa Dynasty, oltre che nella miniserie del 1991 Dynasty: ultimo atto. Ha inoltre partecipato alla serie televisiva Models, Inc. (1994-1995), spin-off di Melrose Place.

## Vita privata
È stata sposata tre volte: con Bansi Nagji (1991-1992), con Tim Dillon (1994-1995) e con John Holloway (1996-2003), dal quale ha avuto due figli, Cameron e Beatrice.

## Filmografia

### Cinema
- Avventura araba (Arabian Adventure), regia di Kevin Connor (1979)
- Yesterday's Hero, regia di Neil Leifer (1979)
- The Shrimp on the Barbie, regia di Michael Gottlieb (1990)
- Fuori di testa (Delirious), regia di Tom Mankiewicz (1991)
- Fatal Inheritance, regia di Gabrielle Beaumont (1993)
- Terminal Voyage - Missione Trion (Terminal Voyage), regia di Rick Jacobson (1994)
- Pets, regia di David Lister (2002)
- The Little Unicorn , regia di Paul Matthews (2002)
- Nuclear Target, regia di Marcus Adams (2005)
- Dad Dancing, regia di Domonic White (2011) - corto
- Vendetta, regia di Stephen Reynolds (2013)

### Televisione
- More Wild Wild West, regia di Burt Kennedy - film TV (1980)
- Il Golia attende (Goliath Awaits), regia di Kevin Connor - miniserie TV (1981)
- General Hospital - serie TV (1982–1985, 1992–1993, 2006, 2009, 2012–2013, 2015, 2020, 2022–2023, 2024)
- Ellis Island - La porta dell'America (Ellis Island), regia di Jerry London - miniserie TV (1984)
- Hotel - serie TV, 2 episodi (1984-1985)
- I Colby (The Colbys) - serie TV, 49 episodi (1985-1987)
- Dynasty - serie TV, 56 episodi (1985-1989)
- Agatha Christie: Delitto in tre atti (Murder in Three Acts), regia di Gary Nelson - film TV (1986)
- Mike Hammer investigatore privato (Mike Hammer) - serie TV, 1 episodio (1987)
- La signora in giallo (Murder, She Wrote) - serie TV, episodio 5x04 (1988)
- La bella e il bandito (The Lady and the Highwayman), regia di John Hough - film TV (1989)
- I miei due papà (My Two Dads)- serie TV, 1 episodio (1989)
- A Connecticut Yankee in King Arthur's Court, regia di Mel Damski (1989)
- Intrigo in famiglia (Bejewelled), regia di Terry Marcel – film TV (1991)
- Dynasty: ultimo atto (Dynasty: The Reunion), regia di Irving J. Moore - miniserie TV (1991)
- Get a Life - serie TV, 1 episodio (1992)
- Illusioni (Illusions), regia di Victor Kulle - film TV (1992)
- L'ombra dello straniero (Shadow of a Stranger), regia di Richard Friedman - film TV (1992)
- Medicine pericolose (Harmful Intent), regia di John Patterson - film TV (1993)
- Un detective in corsia (Diagnosis Murder) - serie TV, 1 episodio (1994)
- Lois & Clark - Le nuove avventure di Superman (Lois & Clark: The New Adventures of Superman) - serie TV, 1 episodio (1994)
- L'eredità degli Hollister (Treacherous Beauties), regia di Charles Jarrott - film TV (1994)
- Models Inc. - serie TV, 12 episodi (1994-1995)
- I racconti della cripta (Tales from the Crypt) - serie TV, 1 episodio (1996)
- Humanoids from the Deep, regia di Jeff Yonis - film TV (1996)
- Testimone allo specchio (Pretend You Don't See Her), regia di René Bonnière - film TV (2002)
- Ghosts of Albion: Legacy, regia di Amber Benson - film TV (2003)
- Holby City - serie TV, 4 episodi (2003)
- Supernova, regia di John Harrison - miniserie TV (2005)
- Doctors - serie TV, 24 episodi (2005)
- Dynasty Reunion: Catfights & Caviar, regia di Michael Dempsey (2006)
- Metropolitan Police (The Bill) - serie TV, 1 episodio (2007)
- Casualty - serie TV, 1 episodio (2011)
- Boogeyman, regia di Jeffery Scott Lando - film TV (2012)

### Doppiaggio
- Gargoyles - Il risveglio degli eroi (Gargoyles) - serie TV, 4 episodi (1995)
- Le avventure di Pollicino e Pollicina (The Adventures of Tom Thumb & Thumbelina), regia di Glenn Chaika (2002)
- Ghosts of Albion: Embers, regia di John Ainsworth - film TV (2004)

## Doppiatrici italiane
Nelle versioni in italiano dei suoi film, Emma Samms è stata doppiata da:
- Emanuela Rossi in I Colby, Dynasty, Dynasty: ultimo atto
- Cinzia De Carolis in Ellis Island - La porta dell'America, La bella e il bandito
- Dania Cericola in Avventura araba
- Silvana Fantini in Fuori di testa
- Cristina Boraschi in General Hospital (1ª voce)
- Pinella Dragani in General Hospital (2ª voce)
- Claudia Razzi in General Hospital (3ª voce)
- Valeria Perilli in La signora in giallo
- Elda Olivieri in Illusioni
- Liliana Sorrentino in Un detective in corsia
- Roberta Pellini in L'eredità degli Hollister
- Chiara Salerno in Models Inc.
- Germana Pasquero in Testimone allo specchio
- Tiziana Avarista in Supernova

Da doppiatrice è sostituita da:
- Georgia Lepore in Gargoyles - Il risveglio degli eroi